# Lista de parlamentos por país
Esta é uma lista de parlamentos por país, se parlamentar ou Congresso, que funcionam como um plenário geral assembleia de representantes, com o poder de legislar. Nas listas abaixo todas as entidades inscritas na lista de países estão incluídas.
Os parlamentos são enumeradas com os seus nomes em português e o nome usual na língua nativa do país.
Naturalmente, os nomes das casas legislativas diferem por país. O nome mais frequentemente utilizado é "Assembleia Nacional", mas "Parlamento" e "Congresso" são também recorrentes; sendo que a palavra "Parlamento" é mais constante em Ciência política. A câmara alta é geralmente conhecida como "Senado" e a câmara baixa, "Câmara de Deputados" ou "de Representantes".

## Lista
| Parlamentos supranacionais                       | |                                                                                             |
| Organização                                      | Nome de parlamento em geral                                                                                            | Nome de parlamento em geral                                                                 |
| Organização                                      | Câmara baixa | Câmara alta                                                                                 |
| União Europeia                                   | Parlamento Europeu | Conselho da União Europeia                                                                  |
| União Africana                                   | Parlamento Pan-Africano                                                                                                | Parlamento Pan-Africano                                                                     |
| Mercosul                                         | Parlamento do Mercosul                                                                                                 | Parlamento do Mercosul                                                                      |
| Parlamentos de Estados soberanos                 | |                                                                                             |
| País                                             | Nome de parlamento em geral                                                                                            | Nome de parlamento em geral                                                                 |
| País                                             | Câmara baixa | Câmara alta                                                                                 |
| Afeganistão                                      | Assembleia Nacional | Assembleia Nacional                                                                         |
| Afeganistão                                      | Casa do Povo (Wolesi Jirga)                                                                                            | Câmara dos Idosos (Meshrano Jirga)                                                          |
| África do Sul                                    | Parlamento | Parlamento                                                                                  |
| África do Sul                                    | Assembleia Nacional | Conselho Nacional de Províncias                                                             |
| Albânia                                          | Parlamento da Albânia (Kuvendi i Shqipërisë)                                                                           | Parlamento da Albânia (Kuvendi i Shqipërisë)                                                |
| Alemanha                                         | Dieta Federal (Bundestag)                                                                                              | Conselho Federal (Bundesrat)                                                                |
| Andorra                                          | Conselho Geral de Andorra (Consell General d'Andorra)                                                                  | Conselho Geral de Andorra (Consell General d'Andorra)                                       |
| Angola                                           | Assembleia Nacional | Assembleia Nacional                                                                         |
| Antígua e Barbuda                                | Parlamento (Parliament)                                                                                                | Parlamento (Parliament)                                                                     |
| Antígua e Barbuda                                | Câmara dos Representantes (House of the Representatives)                                                               | Senado (Senate)                                                                             |
| Arábia Saudita                                   | Assembleia Consultiva (Majlis ash-Shura)                                                                               | Assembleia Consultiva (Majlis ash-Shura)                                                    |
| Argélia                                          | Parlamento | Parlamento                                                                                  |
| Argélia                                          | Assembleia Nacional Popular da Argélia (al-Majlis al-Sha'abi al-Watani)                                                | Conselho da Nação da Argélia (al-Majlis al-Umma)                                            |
| Argentina                                        | Congresso da Nação Argentina (Congreso de la Nación Argentina)                                                         | Congresso da Nação Argentina (Congreso de la Nación Argentina)                              |
| Argentina                                        | Câmara de Deputados da Nação Argentina (Cámara de Diputados de la Nación)                                              | Senado da Nação Argentina (Senado de la Nación)                                             |
| Arménia                                          | Assembleia Nacional (Ազգային Ժողով Azgayin Zhoghov)                                                                    | Assembleia Nacional (Ազգային Ժողով Azgayin Zhoghov)                                         |
| Austrália                                        | Parlamento (Commonwealth Parliament)                                                                                   | Parlamento (Commonwealth Parliament)                                                        |
| Austrália                                        | Câmara dos Representantes (House of the Representatives)                                                               | Senado (Senate)                                                                             |
| Áustria                                          | Parlamento (Bundesversammlung)                                                                                         | Parlamento (Bundesversammlung)                                                              |
| Áustria                                          | Conselho Nacional (Nationalrat)                                                                                        | Conselho Federal (Bundesrat)                                                                |
| Azerbaijão                                       | Assembleia Nacional (Milli Məclis)                                                                                     | Assembleia Nacional (Milli Məclis)                                                          |
| Bahamas                                          | Parlamento | Parlamento                                                                                  |
| Bahamas                                          | Casa da Assembleia | Senado                                                                                      |
| Bahrein                                          | Assembleia Nacional | Assembleia Nacional                                                                         |
| Bahrein                                          | Concelho dos Representantes (Majlis an-nuwab)                                                                          | Conselho Consultivo (Majlis al-shura)                                                       |
| Bangladesh                                       | Casa da Nação (জাতীয় সংসদ Jatiyo Sangshad)                                                                                | Casa da Nação (জাতীয় সংসদ Jatiyo Sangshad)                                                     |
| Barbados                                         | Parlamento | Parlamento                                                                                  |
| Barbados                                         | Casa da Assembleia | Senado                                                                                      |
| Bielorrússia                                     | Assembleia Nacional (Nacionalnoje Sabranie)                                                                            | Assembleia Nacional (Nacionalnoje Sabranie)                                                 |
| Bielorrússia                                     | Câmara dos Representantes (Palata Predstavitelei)                                                                      | Conselho da República (Soviet Respubliki)                                                   |
| Bélgica                                          | Parlamento Federal (Federale Parlement / Parlement Fédérale / Föderales Parliament)                                    | Parlamento Federal (Federale Parlement / Parlement Fédérale / Föderales Parliament)         |
| Bélgica                                          | Câmara dos Representantes do Povo (Kamer van Volksvertegenwoordigers / Chambre des Représentants / Abgeordnetenkammer) | Senado (Senaat / Sénat / Senat)                                                             |
| Belize                                           | Assembleia Nacional | Assembleia Nacional                                                                         |
| Belize                                           | Câmara dos Representantes                                                                                              | Senado                                                                                      |
| Benim                                            | Assembleia Nacional (Assemblée Nationale)                                                                              | Assembleia Nacional (Assemblée Nationale)                                                   |
| Butão                                            | Parlamento do Butão | Parlamento do Butão                                                                         |
| Butão                                            | Assembleia Nacional | Conselho National                                                                           |
| Bolívia                                          | Assembleia Legislativa Plurinacional (Asamblea Legislativa Plurinacional)                                              | Assembleia Legislativa Plurinacional (Asamblea Legislativa Plurinacional)                   |
| Bolívia                                          | Câmara dos Deputados (Cámara de Diputados)                                                                             | Câmara dos Senadores (Cámara de Senadores)                                                  |
| Bósnia e Herzegovina                             | Assembleia Parlamentar (Parlamentarna Skupština)                                                                       | Assembleia Parlamentar (Parlamentarna Skupština)                                            |
| Bósnia e Herzegovina                             | Câmara dos Representantes ('Представнички Дом / Predstavnički Dom)                                                     | Assembleia dos Povos (Dom Naroda)                                                           |
| Botswana                                         | Parlamento | Parlamento                                                                                  |
| Botswana                                         | Assembleia Nacional | Casa de Chefes                                                                              |
| Brasil                                           | Congresso Nacional do Brasil                                                                                           | Congresso Nacional do Brasil                                                                |
| Brasil                                           | Câmara dos Deputados                                                                                                   | Senado Federal                                                                              |
| Brunei                                           | Conselho Legislativo                                                                                                   | Conselho Legislativo                                                                        |
| Bulgária                                         | Assembleia Nacional (Народно събрание Narodno sabranie)                                                                | Assembleia Nacional (Народно събрание Narodno sabranie)                                     |
| Burquina Fasso                                   | Assembleia Nacional (Assemblée Nationale)                                                                              | Assembleia Nacional (Assemblée Nationale)                                                   |
| Burundi                                          | Parlamento | Parlamento                                                                                  |
| Burundi                                          | Assembleia Nacional (Assemblée nationale)                                                                              | Senado (Sénat)                                                                              |
| Camboja                                          | Parlamento | Parlamento                                                                                  |
| Camboja                                          | Assembleia Nacional (Radhsphea ney Preah Recheanachakr Kampuchea)                                                      | Senado (Sénat)                                                                              |
| Camarões                                         | Assembleia Nacional (Assemblée Nationale)                                                                              | Assembleia Nacional (Assemblée Nationale)                                                   |
| Canadá                                           | Parlamento (Parliament/Parlement)                                                                                      | Parlamento (Parliament/Parlement)                                                           |
| Canadá                                           | Câmara dos Comuns (House of Commons/Chambre des communes)                                                              | Senado (Senate/Sénat)                                                                       |
| Cabo Verde                                       | Assembleia Nacional | Assembleia Nacional                                                                         |
| Catar                                            | Assembleia Consultiva (Majlis ash-Shura)                                                                               | Assembleia Consultiva (Majlis ash-Shura)                                                    |
| Cazaquistão                                      | Parlamento (Parlamenti)                                                                                                | Parlamento (Parlamenti)                                                                     |
| Cazaquistão                                      | Assembleia (Mazhilis)                                                                                                  | Senado                                                                                      |
| Chade                                            | Assembleia Nacional (Assemblée nationale)                                                                              | Assembleia Nacional (Assemblée nationale)                                                   |
| Chile                                            | Congresso Nacional (Congreso Nacional)                                                                                 | Congresso Nacional (Congreso Nacional)                                                      |
| Chile                                            | Câmara dos Deputados (Cámara de Diputados)                                                                             | Senado da República (Senado de la República)                                                |
| China, República Popular da                      | Congresso Nacional do Povo (全国人民代表大会 Quánguó Rénmín Dàibiǎo Dàhuì)                                             | Congresso Nacional do Povo (全国人民代表大会 Quánguó Rénmín Dàibiǎo Dàhuì)                  |
| Chipre                                           | Câmara dos Representantes (Βουλή των Αντιπροσώπων Vouli Antiprosópon / Temsilciler Meclisi)                            | Câmara dos Representantes (Βουλή των Αντιπροσώπων Vouli Antiprosópon / Temsilciler Meclisi) |
| Colômbia                                         | Congresso da República (Congreso)                                                                                      | Congresso da República (Congreso)                                                           |
| Colômbia                                         | Câmara dos Representantes (Cámara de Representantes)                                                                   | Senado (Senado)                                                                             |
| Comores                                          | Assembleia da União (Assemblée de la Union)                                                                            | Assembleia da União (Assemblée de la Union)                                                 |
| Congo, República Democrática do                  | Parlamento | Parlamento                                                                                  |
| Congo, República Democrática do                  | Assembleia Nacional (Assemblée nationale)                                                                              | Senado (Sénat)                                                                              |
| Congo, República do                              | Parlamento (Parlemento)                                                                                                | Parlamento (Parlemento)                                                                     |
| Congo, República do                              | Assembleia Nacional (Assemblée nationale)                                                                              | Senado (Sénat)                                                                              |
| Coreia do Norte                                  | Assembleia Popular Suprema (최고인민회의 Ch'oe-go In-min Hoe-ŭi)                                                       | Assembleia Popular Suprema (최고인민회의 Ch'oe-go In-min Hoe-ŭi)                            |
| Coreia do Sul                                    | Assembleia Nacional (국회 Gukhoe)                                                                                      | Assembleia Nacional (국회 Gukhoe)                                                           |
| Costa Rica                                       | Assembleia Legislativa (Asamblea Legislativa)                                                                          | Assembleia Legislativa (Asamblea Legislativa)                                               |
| Costa do Marfim                                  | Assembleia Nacional (Assemblée nationale)                                                                              | Assembleia Nacional (Assemblée nationale)                                                   |
| Croácia                                          | Parlamento (Hrvatski sabor)                                                                                            | Parlamento (Hrvatski sabor)                                                                 |
| Cuba                                             | Assembleia Nacional do Poder Popular (Asamblea Nacional del Poder Popular)                                             | Assembleia Nacional do Poder Popular (Asamblea Nacional del Poder Popular)                  |
| Dinamarca                                        | Parlamento (Folketing)                                                                                                 | Parlamento (Folketing)                                                                      |
| Djibouti                                         | Assembleia Nacional (Assemblée nationale)                                                                              | Assembleia Nacional (Assemblée nationale)                                                   |
| Domínica                                         | Câmara da Assembleia                                                                                                   | Câmara da Assembleia                                                                        |
| República Dominicana                             | Congresso Nacional (Congreso Nacional)                                                                                 | Congresso Nacional (Congreso Nacional)                                                      |
| República Dominicana                             | Câmara dos Deputados (Cámara de Diputados)                                                                             | Senado (Senado)                                                                             |
| Equador                                          | Assembleia Nacional (Asamblea Nacional)                                                                                | Assembleia Nacional (Asamblea Nacional)                                                     |
| Egito                                            | Parlamento | Parlamento                                                                                  |
| Egito                                            | Assembleia do Povo (مجلس الشعب Majilis Al-Sha’ab)                                                                      | Consultative Council (مجلس الشورى Majilis Al-Shura)                                         |
| El Salvador                                      | Assembleia Legislativa (Asamblea Legislativa)                                                                          | Assembleia Legislativa (Asamblea Legislativa)                                               |
| Emirados Árabes Unidos                           | Conselho Nacional Federal (Majlis Watani Ittihad)                                                                      | Conselho Nacional Federal (Majlis Watani Ittihad)                                           |
| Eritreia                                         | Assembleia Nacional (Hagerawi Baito)                                                                                   | Assembleia Nacional (Hagerawi Baito)                                                        |
| Eslováquia                                       | Conselho Nacional (Národná rada)                                                                                       | Conselho Nacional (Národná rada)                                                            |
| Eslovénia                                        | Parlamento (Parlament)                                                                                                 | Parlamento (Parlament)                                                                      |
| Eslovénia                                        | Assembleia Nacional (Državni zbor)                                                                                     | Conselho Nacional (Državni svet)                                                            |
| Espanha                                          | Cortes Gerais (Cortes Generales)                                                                                       | Cortes Gerais (Cortes Generales)                                                            |
| Espanha                                          | Congresso dos Deputados (Congreso de los Diputados)                                                                    | Senado (Senado)                                                                             |
| Estados Unidos                                   | Congresso dos Estados Unidos (United States Congress)                                                                  | Congresso dos Estados Unidos (United States Congress)                                       |
| Estados Unidos                                   | Câmara dos Representantes (House of Representatives)                                                                   | Senado (Senate)                                                                             |
| Estónia                                          | Assembleia de Estado (Riigikogu)                                                                                       | Assembleia de Estado (Riigikogu)                                                            |
| Etiópia                                          | Assembleia Parlamentar Federal                                                                                         | Assembleia Parlamentar Federal                                                              |
| Etiópia                                          | Câmara dos Representantes do Povo (የሕዝብ ተወካዮች ምክር ቤት Yehizbtewekayoch Mekir Bet)                                       | Casa da Federação (የፌዴሬሽን ምክር ቤት Yefedereshn Mekir Bet)                                     |
| Filipinas                                        | Congresso das Filipinas (Kongreso ng Pilipinas)                                                                        | Congresso das Filipinas (Kongreso ng Pilipinas)                                             |
| Filipinas                                        | Câmara dos Representantes (Kapulungan ng mga Kinatawan)                                                                | Senado (Senado)                                                                             |
| Fiji                                             | Parlamento | Parlamento                                                                                  |
| Fiji                                             | Câmara dos Representantes                                                                                              | Senado                                                                                      |
| Finlândia                                        | Parlamento (Eduskunta)                                                                                                 | Parlamento (Eduskunta)                                                                      |
| França                                           | Parlamento (Parlement)                                                                                                 | Parlamento (Parlement)                                                                      |
| França                                           | Assembleia Nacional (Assemblée nationale)                                                                              | Senado (Sénat)                                                                              |
| Gabão                                            | Parlamento (Parlement)                                                                                                 | Parlamento (Parlement)                                                                      |
| Gabão                                            | Assembleia Nacional (Assemblée nationale)                                                                              | Senado (Sénat)                                                                              |
| Gâmbia                                           | Assembleia Nacional | Assembleia Nacional                                                                         |
| Gana                                             | Parlamento | Parlamento                                                                                  |
| Geórgia                                          | Parlamento da Geórgia (საქართველოს პარლამენტი Sak'art'velos Parlamenti)                                                | Parlamento da Geórgia (საქართველოს პარლამენტი Sak'art'velos Parlamenti)                     |
| Grécia                                           | Parlamento Helénico (Βουλή των Ελλήνων Vouli ton Ellinon)                                                              | Parlamento Helénico (Βουλή των Ελλήνων Vouli ton Ellinon)                                   |
| Granada                                          | Parlamento | Parlamento                                                                                  |
| Granada                                          | Câmara dos Representantes                                                                                              | Senado                                                                                      |
| Guatemala                                        | Congresso da República (Congreso de la República)                                                                      | Congresso da República (Congreso de la República)                                           |
| Guiné                                            | Assembleia Nacional (Assemblée nationale)                                                                              | Assembleia Nacional (Assemblée nationale)                                                   |
| Guiné-Bissau                                     | Assembleia Popular Nacional                                                                                            | Assembleia Popular Nacional                                                                 |
| Guiné Equatorial                                 | Câmara dos Representantes do Povo (Cámara de Representantes del Pueblo)                                                | Câmara dos Representantes do Povo (Cámara de Representantes del Pueblo)                     |
| Guiana                                           | Assembleia Nacional | Assembleia Nacional                                                                         |
| Haiti                                            | Assembleia Nacional (Assemblée nationale)                                                                              | Assembleia Nacional (Assemblée nationale)                                                   |
| Haiti                                            | Câmara dos Deputados (Chambre des Députés)                                                                             | Senado (Sénat)                                                                              |
| Honduras                                         | Congresso Nacional (Congreso Nacional)                                                                                 | Congresso Nacional (Congreso Nacional)                                                      |
| Hungria                                          | Assembleia Nacional (Országgyűlés)                                                                                     | Assembleia Nacional (Országgyűlés)                                                          |
| Iémen                                            | Assembleia de Representantes (Majlis al-Nuwaab)                                                                        | Assembleia de Representantes (Majlis al-Nuwaab)                                             |
| Ilhas Salomão                                    | Parlamento National | Parlamento National                                                                         |
| Índia                                            | Parlamento (Sansad) | Parlamento (Sansad)                                                                         |
| Índia                                            | Câmara do Povo (Lok Sabha)                                                                                             | Conselho dos Estados (Rajya Sabha)                                                          |
| Indonésia                                        | Assembleia Consultiva Popular (Majelis Permusyawaratan Rakyat)                                                         | Assembleia Consultiva Popular (Majelis Permusyawaratan Rakyat)                              |
| Indonésia                                        | Conselho de Representantes do Povo (Dewan Perwakilan Rakyat)                                                           | Conselho Regional de Representantes (Dewan Perwakilan Daerah)                               |
| Irã                                              | Assembleia (مجلس Majlis)                                                                                               | Assembleia (مجلس Majlis)                                                                    |
| Iraque                                           | Conselho de Representantes do Iraque (مجلس النواب العراقي Majlis Al-Niwab Al-Iraqi)                                    | Conselho de Representantes do Iraque (مجلس النواب العراقي Majlis Al-Niwab Al-Iraqi)         |
| Irlanda                                          | Parlamento (Oireachtas)                                                                                                | Parlamento (Oireachtas)                                                                     |
| Irlanda                                          | Dáil Éireann (Câmara dos Deputados da Irlanda)                                                                         | Senado da Irlanda (Seanad Éireann)                                                          |
| Islândia                                         | Assembleia de Todos (Alþingi)                                                                                          | Assembleia de Todos (Alþingi)                                                               |
| Israel                                           | Assembleia (כנסת Knesset)                                                                                              | Assembleia (כנסת Knesset)                                                                   |
| Itália                                           | Parlamento Italiano (Parlamento Italiano)                                                                              | Parlamento Italiano (Parlamento Italiano)                                                   |
| Itália                                           | Câmara dos Deputados (Camera dei Deputati)                                                                             | Senado da República (Senato della Repubblica)                                               |
| Jamaica                                          | Parlamento | Parlamento                                                                                  |
| Jamaica                                          | Câmara dos Representantes                                                                                              | Senado                                                                                      |
| Japão                                            | Dieta Nacional do Japão (国会 Kokkai)                                                                                  | Dieta Nacional do Japão (国会 Kokkai)                                                       |
| Japão                                            | Câmara dos Representantes (衆議院 Shūgiin)                                                                             | Câmara dos Conselheiros (参議院 Sangiin)                                                    |
| Jordânia                                         | O Parlamento (Majlis al-Umma)                                                                                          | O Parlamento (Majlis al-Umma)                                                               |
| Jordânia                                         | Câmara dos Representantes (Majlis al-Nuwaab)                                                                           | Assembleia dos Senadores (Majlis al-Aayan)                                                  |
| Kiribati                                         | Casa da Assembleia (Maneaba ni Maungatabu)                                                                             | Casa da Assembleia (Maneaba ni Maungatabu)                                                  |
| Kosovo                                           | Assembleia de Kosovo (em albanês: Kuvendi i Kosovës; em sérvio: Скупштина Косова)                                      | Assembleia de Kosovo (em albanês: Kuvendi i Kosovës; em sérvio: Скупштина Косова)           |
| Kuwait                                           | Assembleia Nacional (مجلس الأمة Majlis al-Umma)                                                                        | Assembleia Nacional (مجلس الأمة Majlis al-Umma)                                             |
| Laos                                             | Assembleia Nacional (Sapha Heng Xat)                                                                                   | Assembleia Nacional (Sapha Heng Xat)                                                        |
| Letónia                                          | Parlamento (Saeima) | Parlamento (Saeima)                                                                         |
| Líbano                                           | Assembleia dos Deputados (مجلس النواب Majlis an-Nuwwab)                                                                | Assembleia dos Deputados (مجلس النواب Majlis an-Nuwwab)                                     |
| Lesoto                                           | Parlamento | Parlamento                                                                                  |
| Lesoto                                           | Assembleia Nacional | Senado                                                                                      |
| Libéria                                          | Parlamento | Parlamento                                                                                  |
| Libéria                                          | Câmara dos Representantes                                                                                              | Senado                                                                                      |
| Líbia                                            | General People's Congress (مؤتمر الشعب العام الليبي Mu'tammar al-sha'ab al 'âmm)                                       | General People's Congress (مؤتمر الشعب العام الليبي Mu'tammar al-sha'ab al 'âmm)            |
| Liechtenstein                                    | Dieta (Landtag) | Dieta (Landtag)                                                                             |
| Lituânia                                         | Parlamento (Seimas) | Parlamento (Seimas)                                                                         |
| Luxemburgo                                       | Câmara dos Deputados (Châmber vun Députéirten)                                                                         | Câmara dos Deputados (Châmber vun Députéirten)                                              |
| República da Macedônia                           | Assembleia (Sobranie)                                                                                                  | Assembleia (Sobranie)                                                                       |
| Madagascar                                       | Parlamento | Parlamento                                                                                  |
| Madagascar                                       | Assembleia Nacional (Antenimieram-Pirenena)                                                                            | Senado (Sénat)                                                                              |
| Malawi                                           | Assembleia Nacional | Assembleia Nacional                                                                         |
| Malásia                                          | Parlamento | Parlamento                                                                                  |
| Malásia                                          | Câmara dos Representantes (Dewan Rakyat)                                                                               | Senado (Dewan Negara)                                                                       |
| Maldivas                                         | Assembleia (Majlis) | Assembleia (Majlis)                                                                         |
| Mali                                             | Assembleia Nacional (Assemblée nationale)                                                                              | Assembleia Nacional (Assemblée nationale)                                                   |
| Malta                                            | Câmara dos Representantes (Il-Kamra tar-Rappreżentanti)                                                                | Câmara dos Representantes (Il-Kamra tar-Rappreżentanti)                                     |
| Ilhas Marshall                                   | Parlamento (Nitijela)                                                                                                  | Parlamento (Nitijela)                                                                       |
| Mauritânia                                       | Parlamento (Barlamene)                                                                                                 | Parlamento (Barlamene)                                                                      |
| Mauritânia                                       | Assembleia Nacional (Al Jamiya al-Wataniyah)                                                                           | Assembleia de Senadores (Majlis al-Shuyukh)                                                 |
| Maurícia                                         | Assembleia Nacional | Assembleia Nacional                                                                         |
| México                                           | Congresso da União (Congreso de la Unión)                                                                              | Congresso da União (Congreso de la Unión)                                                   |
| México                                           | Câmara dos Deputados (Cámara de Diputados)                                                                             | Câmara dos Senadores (Cámara de Senadores)                                                  |
| Micronésia, Estados Federados da                 | Congresso | Congresso                                                                                   |
| Moldávia                                         | Parlamento (Parlamentul)                                                                                               | Parlamento (Parlamentul)                                                                    |
| Mónaco                                           | Conselho Nacional (Conseil National)                                                                                   | Conselho Nacional (Conseil National)                                                        |
| Mongólia                                         | Grande Assembleia Estatal (Улсын Их Хурал; Ulsyn Ikh Hural)                                                            | Grande Assembleia Estatal (Улсын Их Хурал; Ulsyn Ikh Hural)                                 |
| Montenegro                                       | Assembly (Skupština / Скупштина)                                                                                       | Assembly (Skupština / Скупштина)                                                            |
| Marrocos                                         | Parlamento | Parlamento                                                                                  |
| Marrocos                                         | Assembleia dos Representantes (Majlis al-Nuwab)                                                                        | Assembleia dos Conselheiros (Majlis al-Mustasharin)                                         |
| Moçambique                                       | Assembleia da República                                                                                                | Assembleia da República                                                                     |
| Myanmar                                          | Assembleia da União (ပြည်ထောင်စု လွှတ်တော် Pyidaungsu Hluttaw)                                                                     | Assembleia da União (ပြည်ထောင်စု လွှတ်တော် Pyidaungsu Hluttaw)                                          |
| Myanmar                                          | Casa das Nacionalidades (အမျိုးသားလွှတ်တော် Amyotha Hluttaw)                                                                       | Câmara dos Representantes (ပြည်သူ့ လွှတ်တော် Pyithu Hluttaw)                                          |
| Namíbia                                          | Parlamento | Parlamento                                                                                  |
| Namíbia                                          | Assembleia Nacional | Conselho Nacional                                                                           |
| Nauru                                            | Parlamento | Parlamento                                                                                  |
| Nepal                                            | Assembleia Constituinte                                                                                                | Assembleia Constituinte                                                                     |
| Nova Zelândia                                    | Parlamento | Parlamento                                                                                  |
| Nicarágua                                        | Assembleia Nacional (Asamblea Nacional)                                                                                | Assembleia Nacional (Asamblea Nacional)                                                     |
| Níger                                            | Assembleia Nacional (Assemblée nationale)                                                                              | Assembleia Nacional (Assemblée nationale)                                                   |
| Nigéria                                          | Assembleia Nacional | Assembleia Nacional                                                                         |
| Nigéria                                          | Câmara dos Representantes                                                                                              | Senado da Nigéria                                                                           |
| Noruega                                          | Grande Assembleia (Storting)                                                                                           | Grande Assembleia (Storting)                                                                |
| Omã                                              | Assembleia Consultiva (Majlis al-Shura)                                                                                | Conselho de Estado (Majlis al-Dawla)                                                        |
| Países Baixos                                    | Estados Gerais (Staten-Generaal)                                                                                       | Estados Gerais (Staten-Generaal)                                                            |
| Países Baixos                                    | Segunda Câmara (Tweede Kamer)                                                                                          | Primeira Câmara) (Eerste Kamer)                                                             |
| Paquistão                                        | Assembleia de Conselheiros (Majlis-e-Shoora)                                                                           | Assembleia de Conselheiros (Majlis-e-Shoora)                                                |
| Paquistão                                        | Assembleia Nacional | Senado                                                                                      |
| Palau                                            | Congresso Nacional (Olbiil era Kelulau)                                                                                | Congresso Nacional (Olbiil era Kelulau)                                                     |
| Palau                                            | Casa dos Delegados | Senado                                                                                      |
| Autoridade Nacional Palestiniana                 | Conselho Legislativo                                                                                                   | Conselho Legislativo                                                                        |
| Panamá                                           | Assembleia Nacional (Asamblea Nacional)                                                                                | Assembleia Nacional (Asamblea Nacional)                                                     |
| Papua-Nova Guiné                                 | Parlamento Nacional | Parlamento Nacional                                                                         |
| Paraguai                                         | Congresso (Congreso)                                                                                                   | Congresso (Congreso)                                                                        |
| Paraguai                                         | Câmara dos Deputados (Cámara de Diputados)                                                                             | Câmara de Senadores (Cámara de Senadores)                                                   |
| Peru                                             | Congresso da República (Congreso de la República)                                                                      | Congresso da República (Congreso de la República)                                           |
| Polónia                                          | Assembleia Nacional (Zgromadzenie Narodowe)                                                                            | Assembleia Nacional (Zgromadzenie Narodowe)                                                 |
| Polónia                                          | Sejm (Sejm) | Senado (Senat)                                                                              |
| Portugal                                         | Assembleia da República                                                                                                | Assembleia da República                                                                     |
| Quénia                                           | Assembleia Nacional | Assembleia Nacional                                                                         |
| Quirguistão                                      | Conselho Supremo (Joghorku Keneš)                                                                                      | Conselho Supremo (Joghorku Keneš)                                                           |
| Quirguistão                                      | Assembleia dos Representantes do Povo (El Okuldor Jyiyny)                                                              | Assembleia Legislativa (Myizam Chygaruu Jyiyny)                                             |
| Reino Unido                                      | Parlamento do Reino Unido (Parliament of the United Kingdom)                                                           | Parlamento do Reino Unido (Parliament of the United Kingdom)                                |
| Reino Unido                                      | Câmara dos Comuns (House of Commons)                                                                                   | Câmara dos Lordes (House of Lords)                                                          |
| República Centro-Africana                        | Assembleia Nacional (Assemblée nationale)                                                                              | Assembleia Nacional (Assemblée nationale)                                                   |
| Chéquia                                          | Parlamento da República Checa (Parlament České republiky)                                                              | Parlamento da República Checa (Parlament České republiky)                                   |
| Chéquia                                          | Câmara dos Deputados (Poslanecká sněmovna)                                                                             | Senado (Senát)                                                                              |
| Roménia                                          | Parlamento (Parlamentul)                                                                                               | Parlamento (Parlamentul)                                                                    |
| Roménia                                          | Chamber of Deputies (Camera Deputaţilor)                                                                               | Senado (Senat)                                                                              |
| Rússia                                           | Assembleia Federal (Федеральное Собрание Federalnoye Sobraniye)                                                        | Assembleia Federal (Федеральное Собрание Federalnoye Sobraniye)                             |
| Rússia                                           | Duma Federal (Государственная Дума Gosudarstvennaya Duma)                                                              | Soviete da Federação (Совет Федерации Soviet Federatsii)                                    |
| Ruanda                                           | Parlamento (Inteko Ishinga Amategeko)                                                                                  | Parlamento (Inteko Ishinga Amategeko)                                                       |
| Ruanda                                           | Câmara dos Deputados (Umutwe w'Abadepite)                                                                              | Senado (Umutwe wa Sena)                                                                     |
| Saara Ocidental (RASD)                           | Conselho Nacional | Conselho Nacional                                                                           |
| São Cristóvão e Nevis                            | Assembleia Nacional | Assembleia Nacional                                                                         |
| Santa Lúcia                                      | Parlamento | Parlamento                                                                                  |
| Santa Lúcia                                      | Casa da Assembleia | Senado                                                                                      |
| São Vicente e Granadinas                         | Casa da Assembléia | Casa da Assembléia                                                                          |
| Samoa                                            | Assembleia Legislativa (Fono)                                                                                          | Assembleia Legislativa (Fono)                                                               |
| San Marino                                       | Conselho Grande e Geral (Consiglio Grande e Generale)                                                                  | Conselho Grande e Geral (Consiglio Grande e Generale)                                       |
| São Tomé e Príncipe                              | Assembleia Nacional | Assembleia Nacional                                                                         |
| Senegal                                          | Assembleia Nacional (Assemblée nationale)                                                                              | Assembleia Nacional (Assemblée nationale)                                                   |
| Sérvia                                           | Assembleia Nacional (Народна скупштина / Narodna Skupština)                                                            | Assembleia Nacional (Народна скупштина / Narodna Skupština)                                 |
| Seicheles                                        | Assembleia Nacional | Assembleia Nacional                                                                         |
| Serra Leoa                                       | Parlamento | Parlamento                                                                                  |
| Singapura                                        | Parlamento | Parlamento                                                                                  |
| Somália                                          | Parlamento Transitório Federal                                                                                         | Parlamento Transitório Federal                                                              |
| Sri Lanka                                        | Parlamento | Parlamento                                                                                  |
| Sudão                                            | Legislativo National                                                                                                   | Legislativo National                                                                        |
| Sudão                                            | Assembleia Nacional (Majlis Watani)                                                                                    | Assembleia de Estados (Majlis Welayat)                                                      |
| Sudão do Sul                                     | Legislativo Nacional                                                                                                   | Legislativo Nacional                                                                        |
| Sudão do Sul                                     | Assembleia Nacional Legislativa                                                                                        | Conselho de Estados                                                                         |
| Suriname                                         | Assembleia Nacional (Nationale Assemblée)                                                                              | Assembleia Nacional (Nationale Assemblée)                                                   |
| Eswatini                                         | Parlamento (Liblanda)                                                                                                  | Parlamento (Liblanda)                                                                       |
| Eswatini                                         | Casa da Assembleia | Senado                                                                                      |
| Suécia                                           | Parlamento (Riksdagen)                                                                                                 | Parlamento (Riksdagen)                                                                      |
| Síria                                            | Conselho Popular (Majlis al-Sha'ab)                                                                                    | Conselho Popular (Majlis al-Sha'ab)                                                         |
| Suíça                                            | Assembleia Federal (Bundesversammlung / Assemblée fédérale / Assemblea federale)                                       | Assembleia Federal (Bundesversammlung / Assemblée fédérale / Assemblea federale)            |
| Suíça                                            | Conselho Nacional (Nationalrat / Conseil National / Consiglio Nazionale)                                               | Conselho de Estados (Ständerat / Conseil des Etats / Consiglio degli Stati)                 |
| Taiwan · (República da China)                    | Yuan Legislativo (立法院 Lìfǎ Yùan)                                                                                    | Yuan Legislativo (立法院 Lìfǎ Yùan)                                                         |
| Tajiquistão                                      | Assembleia Suprema (Majlisi Oli)                                                                                       | Assembleia Suprema (Majlisi Oli)                                                            |
| Tajiquistão                                      | Assembly of Representatives (Majlisi Mamoyandogan)                                                                     | Assembleia Nacional (Majlisi Milliy)                                                        |
| Tailândia                                        | Assembleia Nacional (รัฐสภา Rathasapha)                                                                                 | Assembleia Nacional (รัฐสภา Rathasapha)                                                      |
| Tailândia                                        | Câmara dos Representantes (สภาผู้แทนราษฎร Saphaputhan Ratsadon)                                                          | Senado (วุฒิสภา Wuthisapha)                                                                   |
| Tanzânia                                         | Assembleia Nacional (Bunge)                                                                                            | Assembleia Nacional (Bunge)                                                                 |
| Timor-Leste                                      | Parlamento Nacional | Parlamento Nacional                                                                         |
| Togo                                             | Assembleia Nacional (Assemblée nationale)                                                                              | Assembleia Nacional (Assemblée nationale)                                                   |
| Tonga                                            | Assembleia Legislativa                                                                                                 | Assembleia Legislativa                                                                      |
| Trindade e Tobago                                | Parlamento | Parlamento                                                                                  |
| Trindade e Tobago                                | Câmara dos Representantes                                                                                              | Senado                                                                                      |
| Tunísia                                          | Câmara dos Deputados (Majlis al-Nuwaab)                                                                                | Câmara dos Deputados (Majlis al-Nuwaab)                                                     |
| Turquia                                          | Grande Assembleia Nacional da Turquia (Türkiye Büyük Millet Meclisi)                                                   | Grande Assembleia Nacional da Turquia (Türkiye Büyük Millet Meclisi)                        |
| Turquemenistão                                   | Conselho Nacional do Turquemenistão                                                                                    | Conselho Nacional do Turquemenistão                                                         |
| Turquemenistão                                   | Conselho Popular (Halk Maslahaty)                                                                                      | Assembleia (Mejlis)                                                                         |
| Tuvalu                                           | Parlamento (Fale i Fono)                                                                                               | Parlamento (Fale i Fono)                                                                    |
| Uganda                                           | Parlamento da Uganda                                                                                                   | Parlamento da Uganda                                                                        |
| Ucrânia                                          | Conselho Supremo (Верховна Рада України Verkhovna Rada)                                                                | Conselho Supremo (Верховна Рада України Verkhovna Rada)                                     |
| Uruguai                                          | Assembleia Geral (Asamblea General)                                                                                    | Assembleia Geral (Asamblea General)                                                         |
| Uruguai                                          | Câmara dos Representantes (Cámara de Representantes)                                                                   | Câmara de Senadores (Cámara de Senadores)                                                   |
| Uzbequistão                                      | Assembleia Nacional (Oliy Majlis)                                                                                      | Assembleia Nacional (Oliy Majlis)                                                           |
| Uzbequistão                                      | Câmara Legislativa | Senado                                                                                      |
| Vanuatu                                          | Parlamento (Parlement)                                                                                                 | Parlamento (Parlement)                                                                      |
| Vaticano                                         | Pontifícia Comissão (Pontificia Commissio pro Civitate Vaticana)                                                       | Pontifícia Comissão (Pontificia Commissio pro Civitate Vaticana)                            |
| Venezuela                                        | Assembleia Nacional (Asamblea Nacional)                                                                                | Assembleia Nacional (Asamblea Nacional)                                                     |
| Vietname                                         | Assembleia Nacional do Vietnã (Quoc Hoi)                                                                               | Assembleia Nacional do Vietnã (Quoc Hoi)                                                    |
| Zâmbia                                           | Assembleia Nacional | Assembleia Nacional                                                                         |
| Zimbabwe                                         | Parlamento | Parlamento                                                                                  |
| Zimbabwe                                         | Câmara da Assembleia                                                                                                   | Senado                                                                                      |
| Parlamentos de dependências e outros territórios | |                                                                                             |
| País                                             | Nome de parlamento em geral                                                                                            | Nome de parlamento em geral                                                                 |
| País                                             | Câmara baixa | Câmara alta                                                                                 |
| Ilhas Åland                                      | Parlamento (Lagtinget)                                                                                                 | Parlamento (Lagtinget)                                                                      |
| Samoa Americana                                  | Assembleia Legislativa (Fono)                                                                                          | Assembleia Legislativa (Fono)                                                               |
| Samoa Americana                                  | Câmara dos Representantes                                                                                              | Senado                                                                                      |
| Anguila                                          | Casa da Assembleia | Casa da Assembleia                                                                          |
| Aruba                                            | Estados (Staten) | Estados (Staten)                                                                            |
| Bermudas                                         | Parlamento | Parlamento                                                                                  |
| Bermudas                                         | Casa da Assembleia | Senado                                                                                      |
| Ilhas Virgens Britânicas                         | Conselho Legislativo                                                                                                   | Conselho Legislativo                                                                        |
| Catalunha                                        | Parlamento da Catalunha (Parlament de Catalunya)                                                                       | Parlamento da Catalunha (Parlament de Catalunya)                                            |
| Galiza                                           | Parlamento da Galiza (Parlamento de Galicia)                                                                           | Parlamento da Galiza (Parlamento de Galicia)                                                |
| Ilhas Cayman                                     | Assembleia Legislativa                                                                                                 | Assembleia Legislativa                                                                      |
| Ilhas Cook                                       | Parlamento | Parlamento                                                                                  |
| Ilhas Malvinas                                   | Conselho Legislativo                                                                                                   | Conselho Legislativo                                                                        |
| Ilhas Faroe                                      | Assembleia Legislativa (Løgtingið)                                                                                     | Assembleia Legislativa (Løgtingið)                                                          |
| Polinésia Francesa                               | Assembleia da Polinésia Francesa (Assemblée de la Polynésie française)                                                 | Assembleia da Polinésia Francesa (Assemblée de la Polynésie française)                      |
| Gibraltar                                        | Parlamento | Parlamento                                                                                  |
| Gronelândia                                      | Assembleia (Inatsisartut)                                                                                              | Assembleia (Inatsisartut)                                                                   |
| Guam                                             | Parlamento | Parlamento                                                                                  |
| Guernsey                                         | Estados | Estados                                                                                     |
| Hong Kong                                        | Conselho Legislativo (香港立法會)                                                                                      | Conselho Legislativo (香港立法會)                                                           |
| Ilha de Man                                      | Tynwald (Tinvaal) | Tynwald (Tinvaal)                                                                           |
| Ilha de Man                                      | Casa das Chaves (Kiare as Feed)                                                                                        | Conselho Legislativo (Yn Choonceil Slattyssagh)                                             |
| Jersey                                           | Estados | Estados                                                                                     |
| Macau                                            | Assembleia Legislativa (立法會 / 立法会 / Assembleia Legislativa)                                                      | Assembleia Legislativa (立法會 / 立法会 / Assembleia Legislativa)                           |
| Mayotte                                          | Conselho Geral (Conseil Général)                                                                                       | Conselho Geral (Conseil Général)                                                            |
| Montserrat                                       | Conselho Legislativo                                                                                                   | Conselho Legislativo                                                                        |
| Antilhas Holandesas                              | Estados (Staten) | Estados (Staten)                                                                            |
| Nova Caledônia                                   | Congresso Territorial (Congrès Territorial)                                                                            | Congresso Territorial (Congrès Territorial)                                                 |
| Niue                                             | Assembleia Legislativa                                                                                                 | Assembleia Legislativa                                                                      |
| Ilha Norfolk                                     | Assembleia Legislativa                                                                                                 | Assembleia Legislativa                                                                      |
| Marianas Setentrionais                           | Parlamento da Comunidade                                                                                               | Parlamento da Comunidade                                                                    |
| Ilhas Pitcairn                                   | Conselho da Ilha | Conselho da Ilha                                                                            |
| Porto Rico                                       | Assembleia Legislativa (Asamblea Legislativa)                                                                          | Assembleia Legislativa (Asamblea Legislativa)                                               |
| Porto Rico                                       | Câmara dos Representantes (Cámara de Representantes)                                                                   | Senado (Senado)                                                                             |
| Republika Srpska                                 | Assembleia Nacional (Народна скупштина / Narodna skupština)                                                            | Assembleia Nacional (Народна скупштина / Narodna skupština)                                 |
| Coletividade de São Bartolomeu                   | Conselho Territorial (Conseil Territorial)                                                                             | Conselho Territorial (Conseil Territorial)                                                  |
| Santa Helena (território)                        | Conselho Legislativo                                                                                                   | Conselho Legislativo                                                                        |
| Saint Martin                                     | Conselho Territorial (Conseil Territorial)                                                                             | Conselho Territorial (Conseil Territorial)                                                  |
| Escócia                                          | Parlamento Escocês (Scottish Pairlament)                                                                               | Parlamento Escocês (Scottish Pairlament)                                                    |
| Tokelau                                          | Parlamento | Parlamento                                                                                  |
| Ilhas Turks e Caicos                             | Conselho Legislativo                                                                                                   | Conselho Legislativo                                                                        |
| Ilhas Virgens Americanas                         | Parlamento | Parlamento                                                                                  |
| País de Gales                                    | Assembleia Nacional (Cynulliad Cenedlaethol Cymru)                                                                     | Assembleia Nacional (Cynulliad Cenedlaethol Cymru)                                          |
| Wallis e Futuna                                  | Assembleia Territorial (Assemblée Territoriale)                                                                        | Assembleia Territorial (Assemblée Territoriale)                                             |
| Parlamentos dos Estados não reconhecidos         | |                                                                                             |
| Estados não reconhecidos                         | Nome de parlamento em geral                                                                                            | Nome de parlamento em geral                                                                 |
| Estados não reconhecidos                         | Câmara baixa | Câmara alta                                                                                 |
| Abecásia                                         | Assembleia do Povo | Assembleia do Povo                                                                          |
| Artsaque                                         | Assembleia Nacional (Azgayin Zhoghov)                                                                                  | Assembleia Nacional (Azgayin Zhoghov)                                                       |
| Chipre do Norte                                  | Assembleia Nacional (Cumhuriyet Meclisi)                                                                               | Assembleia Nacional (Cumhuriyet Meclisi)                                                    |
| Somalilândia                                     | Parlamento (Baarlamaanka)                                                                                              | Parlamento (Baarlamaanka)                                                                   |
| Somalilândia                                     | Câmara dos Representantes (Golaha Wakiilada)                                                                           | Câmara dos idosos (Golaha Guurtida)                                                         |
| Ossétia do Sul                                   | Parlamento | Parlamento                                                                                  |
| Transnístria                                     | Soviete Supremo (Верховный Совет, Verhkovny Sovet)                                                                     | Soviete Supremo (Верховный Совет, Verhkovny Sovet)                                          |